# Sénat de la Monarchie romaine
Le Sénat de la Monarchie romaine est l'assemblée qui conseille le roi et qui est composée des représentants des familles romaines les plus influentes. Son rôle, principalement de conseil du roi, évolue tout au long de la monarchie. Si en théorie le roi demeure libre de passer outre l'avis du Sénat, le prestige croissant des sénateurs ne lui permet pas de l'ignorer. Le dernier roi de Rome, Tarquin le Superbe, est renversé à la suite d'un coup d’État planifié par le Sénat. En 509 av. J.-C., le Sénat décide de ne pas nommer un nouveau roi et élit deux chefs du gouvernement, appelés d'abord « préteurs » puis consuls. La monarchie romaine laisse alors place à la République romaine.
Pour un article plus général, voir Sénat romain.

## Origines du Sénat

### Origine du nom et création du Sénat
Le terme « Sénat » dérive du mot latin senex qui signifie « vieil homme ». « Sénat » peut être traduit littéralement par « conseil des doyens ». Les populations ayant fondé Rome des siècles avant la légendaire fondation de Rome en 753 av. J.-C. sont structurées en communautés tribales. Ces communautés incluent souvent une assemblée de doyens issus de l’aristocratie qui est investie de l'autorité suprême sur la tribu. Les premières tribus qui se sont installées le long des berges du Tibre se sont finalement regroupées dans une confédération peu liée. Les tribus ont probablement formé une alliance pour se protéger des envahisseurs.
Les premières sociétés romaines sont profondément patriarcales. Les premières familles romaines, appelées gentes, constituent un agrégat de différentes branches familiales regroupées derrière un patriarche, appelé pater (le mot latin pour « père »). Il est le chef incontesté de la gens. Quand les premières gens romaines se sont regroupées pour former une unique communauté, les patres des gentes dirigeantes ont été choisis pour former l’assemblée des doyens qui devient le Sénat romain,. Tite-Live mentionne l'existence et le rôle du Sénat déjà à l'époque de la royauté et affirme que le Sénat a été créé par Romulus lui-même,.

### Les membres
Les cent membres qui le composent à l'origine sont appelés « pères » et leurs descendants « patriciens ». Le roi nomme ces membres. Selon la tradition, en 616 av. J.-C., Tarquin l'Ancien y nomme cent nouveaux membres, tous acquis à sa cause, qu'on appelle les « sénateurs de second rang ». Le Sénat s'agrandit encore avec l'extension du territoire romain et à la fin de la monarchie, la tradition fait état d'un nombre de 300 sénateurs, divisés en trois groupes de cent sénateurs chacun, chaque groupe étant issu d'une des trois tribus romaines, : Tities, Ramnes et Luceres.
Il est plus probable cependant que l'arrivée de nouveaux patres au Sénat ait été graduelle, au fur et à mesure qu'ils atteignent un prestige suffisant. Le premier Sénat tire sa souveraineté du fait qu'il est composé des chefs patriarcaux des principales familles. Comme chaque pater mène sa famille, le conseil des patres mène la confédération qui se crée. Mais les patres en sont venus à reconnaître la nécessité d’un dirigeant unique et ont alors élu un roi (rex), investi de leur pouvoir souverain. Quand le roi meurt, son pouvoir revient naturellement aux patres qui se chargent de l'élection d'un nouveau roi.

## Compétences du Sénat
Le Sénat de la royauté romaine ne peut être convoqué et présidé que par le roi. Les séances du Sénat se déroulent généralement dans un templum, un espace consacré. Il peut aussi se réunir dans un espace consacré par un augure pour l'occasion.
Le Sénat sert surtout de conseiller au roi. C'est un consilium regium que le roi peut consulter sans en être obligé bien que ne pas demander conseil au Sénat revient à passer pour un tyran aux yeux du peuple. Les compétences du Sénat s'exercent surtout dans le domaine religieux, avec par exemple la prise des auspices en cas de vacance du trône, et très peu dans les domaines politique et militaire, le roi décidant seul finalement, quelle qu'ait pu être la position des sénateurs.

### Rôle comme pouvoir souverain
Les patres qui remplissent les rangs du premier Sénat disposent d'un pouvoir absolu sur leurs familles respectives. Comme le Sénat est l'assemblée des patres des principales familles, leur pouvoir individuel sur leur famille est consolidé en un pouvoir sur toutes les familles composant la première communauté romaine. Cet ensemble de famille donneront naissance aux familles dites patriciennes.
Pendant cette période, chaque famille qui n'est pas représentée au Sénat, donc non-patricienne, dépend d'une des familles patriciennes. Tous les individus qui ne font pas partie ni des familles patriciennes ni des familles clientes forment quant à eux la classe plébéienne, une masse d'individus sans droit ni responsabilités qui possède ses propres cultes mais qui n'est pas représentée au Sénat. Chaque pater a donc autorité absolue sur sa famille patricienne ainsi que sur toutes les familles clientes,.
Le roi est théoriquement élu par le peuple. Cependant, dans les faits, le Sénat choisit chaque nouveau roi. Comme c'est par l'autorité absolue des patres que le Sénat choisit le roi, celui-ci devient l'incarnation de cette autorité. Ainsi, comme chaque pater a autorité absolue sur sa famille (et les personnes qui en dépendent), le roi se voit conférer cette autorité absolue sur toutes les familles de Rome et donc sur l'État romain. Comme le roi tire son autorité des patres, il ne peut la transmettre à un héritier à sa mort. Ainsi, c'est au Sénat que revient naturellement l'autorité absolue à la mort du roi.

### Rôle dans l'élection d'un nouveau roi
Alors que le roi est techniquement élu par le peuple, c’est en fait, selon la tradition, le Sénat qui choisit chaque nouveau roi. La période séparant la mort du roi et l’élection de son successeur est appelé l'interregnum. L'interregnum est la seule période pendant laquelle le Sénat use de son pouvoir souverain. Quand le roi meurt, c'est au Sénat que revient le droit d'auspices. Dix sénateurs sont alors sélectionnés pour désigner un nouveau candidat puis l'interrex, un membre du Sénat, officialise la candidature à la succession.
Selon les auteurs antiques, après que le Sénat a donné son approbation au prétendant par un vote, celui-ci est officiellement élu par le peuple par l’intermédiaire des comices centuriates, une assemblée populaire. Cette procédure, qui laisse entendre que le pouvoir du roi émane du peuple, paraît toutefois peu crédible. Selon la tradition, l'élection officielle du roi par le peuple sert à confirmer au Sénat que le peuple, qui combat dans les armées, trouve le nouveau commandant-en-chef acceptable. Le Sénat donne ensuite son accord final usant de son auctoritas patrum (« autorité des pères » ou « autorité du Sénat »). Les autres étapes, telle que l'octroi de l'imperium par le peuple, sont purement cérémoniales. Le Sénat joue finalement un grand rôle dans l'élection étant donné qu'il choisit le roi, le peuple ratifie ce choix et il finalise la décision.

### Rôle dans le processus législatif
Techniquement, le Sénat peut aussi promulguer des lois, mais il serait incorrect de considérer les décrets du Sénat comme une « législation » au sens moderne. Seul le roi peut décréter de nouvelles lois, bien qu’il implique souvent le Sénat et les comices curiates dans le processus. Ainsi, ces « lois » sont donc plutôt des décrets du roi, qui a un pouvoir absolu en matière législative. Le rôle premier du Sénat dans ce processus est d'assister le roi ou d'ajouter une légitimité supplémentaire à un décret du roi en lui apportant son soutien. Parfois, cela implique un débat au Sénat sur la loi proposée et même un vote. Cependant, le roi reste libre d'ignorer la décision du Sénat et de promulguer la loi.

### Rôle comme conseiller du roi
La tâche la plus significative du Sénat est son rôle en tant que conseiller du roi. Sous la monarchie, le territoire romain est confiné à la ville de Rome elle-même et ses environs plus ou moins immédiats. Le besoin d'un Sénat constitué d'anciens magistrats expérimentés n'existe pas encore, contrairement aux besoins qui se font ressentir dès le début de la République. Comme les sénateurs sont des chefs des principales familles, plutôt que d'anciens magistrats, le prestige du Sénat monarchique n'est pas aussi grand qu'il l'est sous la République. Ce prestige étant limité, on considère alors qu'il est normal que le roi puisse ignorer les conseils de l'assemblée patriarcale. Cependant, le Sénat devient un conseil consultatif très influent auprès du roi et son prestige va croissant, ce qui le rend de plus en plus difficile à être ignoré, si bien qu'à la fin de la monarchie, lorsqu'un roi tel Tarquin le Superbe agit sans consulter le Sénat, il passe pour un tyran. Cette tradition d'assemblée consultative et non souveraine se maintient sous la République romaine, bien qu'en pratique les magistrats républicains agissent rarement contre les vœux du Sénat.

### Auteurs antiques
- Tite-Live, Histoire romaine [détail des éditions] [lire en ligne]
- Cicéron, De la République, [lire en ligne]
- Polybe, Histoires [détail des éditions] [lire en ligne]

### Auteurs modernes
- (en) Frank Frost Abbott, A History and Description of Roman Political Institutions, Elibron Classics, 1901 (ISBN 0543927490)
- Mireille Cébeillac-Gervasoni, « La royauté et la République », dans Mireille Cébeillac-Gervasoni, Alain Chauvot et Jean-Pierre Martin, Histoire romaine, Paris, Armand Colin, 2006 (ISBN 2200265875)
- Jean Rougé, Les institutions romaines : de la Rome royale à la Rome chrétienne, Paris, Armand Collin, coll. « U2 / Histoire ancienne », 1991 (1re éd. 1971), 251 p. (ISBN 2-200-32201-1)
- Theodor Mommsen, Le droit public romain, Paris, 1871-1892 (lire en ligne)
- Theodor Mommsen, Histoire de la Rome antique, Paris, 1863-1872 (lire en ligne)